# ماريو غيلا (لاعب كرة قدم)
ماريو غيلا (مواليد 29 أغسطس 2000) هو لاعب كرة قدم إسباني يلعب في مركز المدافع في نادي لاتسيو.

## وصلات خارجية
- ماريو خيلا على موقع الاتحاد الأوربي (الإنجليزية)
- ماريو خيلا على موقع قاعدة بيانات كرة القدم.إي يو (الإنجليزية)
- ماريو خيلا على موقع Soccerway.com (الإنجليزية)
- ماريو خيلا على موقع AS.com (الإسبانية)